# Cuarteto de cuerda n.º 23 (Mozart)

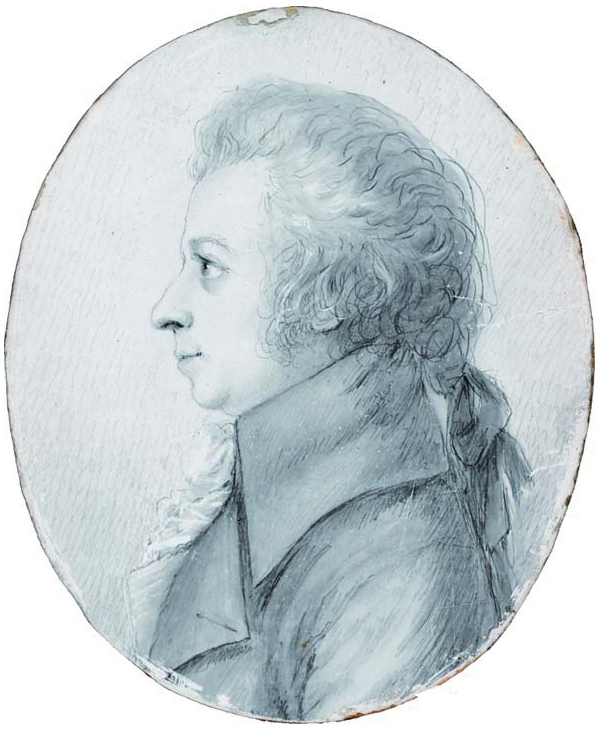
Dibujo de Mozart por Doris Stock (1789)

El Cuarteto de cuerda n.º 23 en fa mayor, K. 590 fue escrito por Wolfgang Amadeus Mozart en junio de 1790, en Viena. Se trata del tercero de una serie de tres cuartetos, conocidos como Cuartetos prusianos, siendo además el último cuarteto de cuerda que compuso.

## Estructura
Consta de cuatro movimientos:
1. Allegro moderato.
2. Allegretto.
3. Menuetto.
4. Allegro.